# Suctobelbella nasalis
Suctobelbella nasalis är en kvalsterart som först beskrevs av Forsslund 1941.  Suctobelbella nasalis ingår i släktet Suctobelbella och familjen Suctobelbidae. Inga underarter finns listade i Catalogue of Life.